# Didmaghali
Didmaghali (georgiska: დიდმაღალი), även Didi Maghala (დიდი მაღალა), är ett berg i Georgien. Det ligger i den centrala delen av landet, på gränsen mellan regionerna Imeretien och Samtsche-Dzjavachetien, och ingår i Meschetibergen. Toppen på Didmaghali är 2 558 meter över havet. Närmaste större samhälle är Adigeni, 20 km söderut.